# Фильс (приток Леха)
Фильс (нем. Vils) — река Австрии (земля Тироль) и Германии (земля Бавария). Речной индекс 124. Площадь бассейна реки составляет 197,78 км². Длина реки 36,11 км. Высота истока 1165 м. Высота устья 820 м. Перепад высоты 345 м.
Фильс вытекает из озера Фильзальпзе (нем. Vilsalpsee), находящегося в Тироле (Австрия). После пересечения границы с Германией протекает по Восточному Алльгою (Бавария). Далее опять пересекает границу с Австрией и впадает в Лех.
Система водного объекта: Лех → Дунай → Чёрное море.